# ساندي سيجدينوفسكي
ساندي سيجدينوفسكي (بالسلوفينية: Sandi Sejdinovski؛ مواليد 19 أغسطس 1963) هو مدرب كرة قدم سلوفيني حاصل على رخصة «أ» من الاتحاد الأوروبي لكرة القدم وقد عمل في سبع دول مختلفة: سلوفينيا، وبروناي، وإيران، والسعودية، وبلغاريا، ومصر، والكويت.

## المسيرة التدريبية
إلى جانب مواطنه السلوفيني إرمين سيلياك، أصبح سيجدينوفسكي أحد المدربين المساعدين لفريق الدرجة الأولى البلغاري بوتيف بلوفديف في يوليو 2015، متخصصًا في فحص أداء الفرق واللاعبين بالفيديو. انتهى عقده كمساعد رسميًا في 10 نوفمبر 2015. قبل الذهاب إلى بلغاريا، ساعد المدرب في تدريب والإشراف على فريق تحت 17 سنة لنادي الهلال السعودي.
عمل في الفئات السنية بنادي كوبر من يونيو 2016 إلى أكتوبر 2017.

### فلسفته
أثناء عمله مع فريق الهلال تحت 17 سنة، كان يعتقد أن إعطاء اللاعبين تدريبًا فنيًا وتكتيكيًا وبدنيًا وعقليًا خطوة بخطوة كان أمرًا بالغ الأهمية وطبق نظام إعداد للمباريات مماثل لنظام النادي المحترف من أجل تسهيل الانتقال إلى كرة القدم بدوام كامل.
أعرب السلوفيني عن خيبة أمله في تطور كرة القدم في آسيا.

## وصلات خارجية
- هذه المقالة لا تملك بيانات على ويكي بيانات
- Official Website with CV